# 프루프 (래퍼)

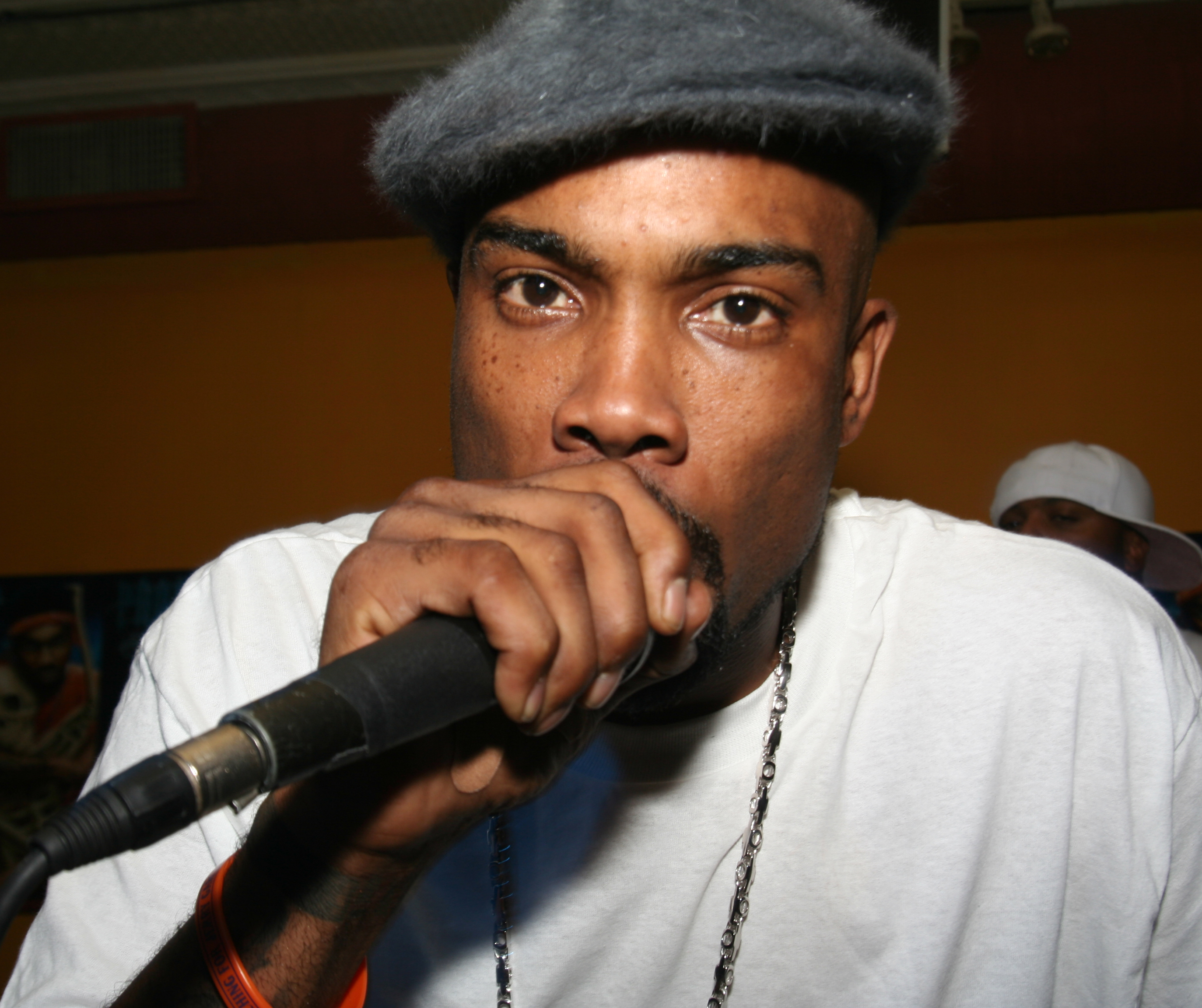

프루프(Proof, 본명: 디숀 더프리 홀턴(DeShaun Dupree Holton, 1972년 10월 2일 ~ 2006년 7월 11일)은 미국의 랩퍼이다. 힙합그룹 D12의 멤버였으며, 가장 친한 친구는 힙합 스타 에미넴이었다.

## 생애
그는 디트로이트에서 생활했으며, 거기에서 힙합그룹 D12에 멤버가 된다. 1999년 알엔비 가수 알리야의 뮤직비디오에 출연하면서,배우의 길도 걷게된다. 2000년 그는 에미넴, 스눕 독, 닥터 드레와 'Up In Smoke Tour'에 참여한다.
2001년 D12가 앨범 'Devil's Night'를 발매하면서, 인터스코프 레코드와 계약한다. 또한 같은해 에미넴의 투어에도 참여한다. 그는 영화 '8Mile'에서 엑스지빗과 함께 출연한다. 프루프는 6곡이 수록된 'DeShaun Dupree Holton'이라는 EP 앨범을 발매하고, 2005년 영화 'The Longest Yard'에 출연한다.

## 솔로 데뷔
그는 그의 앨범 'Searching for Jerry Garcia'을 발매하면서 사이프레스 힐, 50 센트, 에미넴, 네이트 독, 오비 트라이스, 메소드 맨 등과 작업한다. 또한 자신만의 회사 'Fist Record'를 설립한다. 또한 몇몇 믹스테잎도 발매한다.

## 죽음
2006년 4월 11일 디트로이트에 한 클럽에서 시비가 붙어 총격으로 사망했다.